# Paul Suter (kunstenaar)

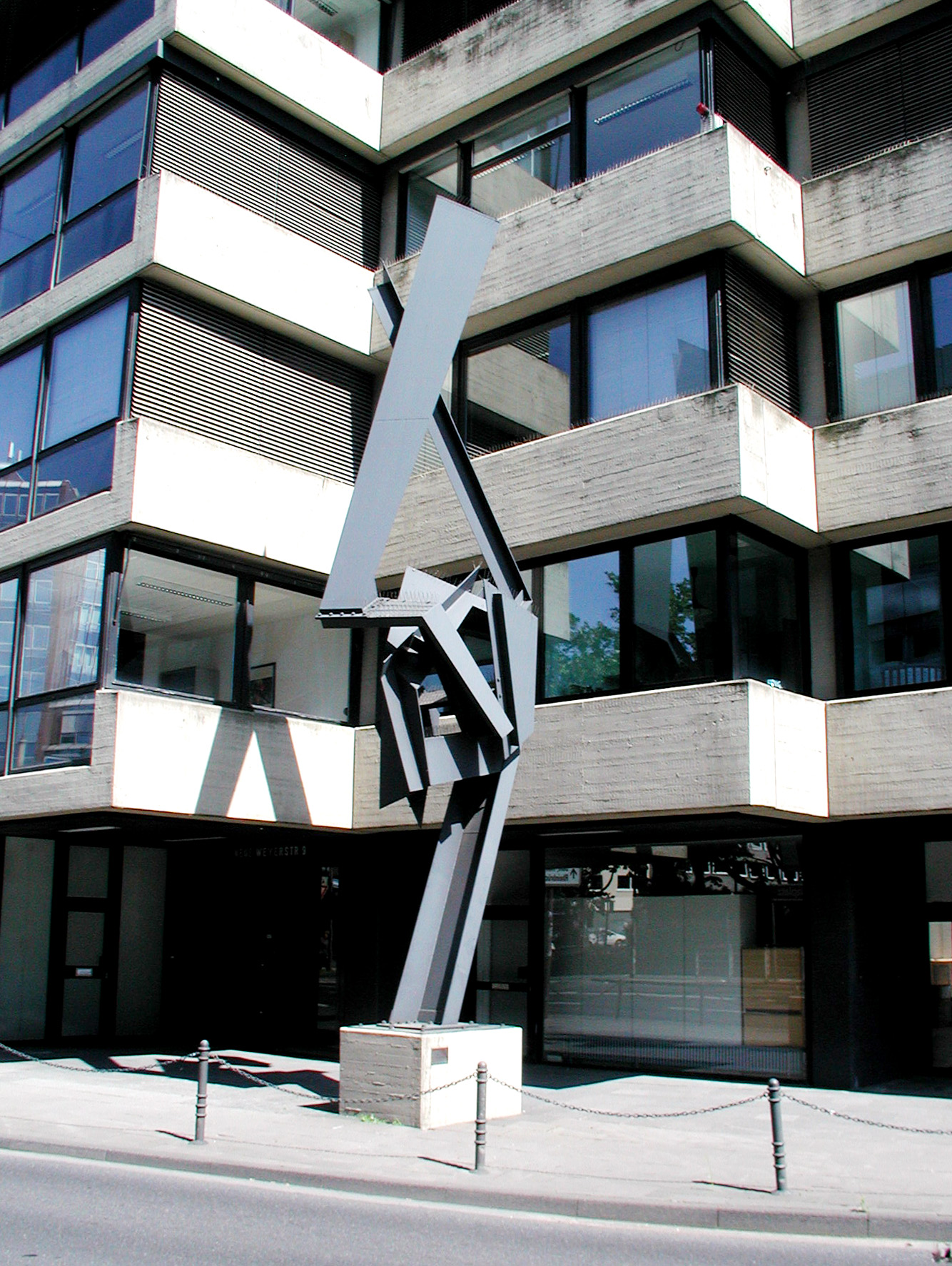
"Attilla", Barbarossaplatz, Keulen

Paul Suter (Gränichen, 12 augustus 1926 - Città della Pieve (Italië), 23 september 2009) was een Zwitserse beeldhouwer.

## Leven en werk
Suter ontving zijn opleiding van 1947 tot 1951 aan de Kunstgewerbeschule Basel in Bazel en vestigde zich in 1951 als vrij kunstenaar in Bazel. Hij schiep zijn sculpturen in de jaren vijftig vooral met brons en steen. In 1958 ontstonden zijn eerste werken met ijzer. Vanaf 1964 werkte hij ook in een atelier in Soubey in het Zwitserse kanton Jura. Zijn monumentale sculpturen creëerde Suter daar vanaf 1972. Van 1965 tot 1973 verbleef hij regelmatig in Parijs, maar sinds 1982 ging hij steeds vaker naar Umbrië in Italië, waar hij ook werken op papier vervaardigde. Aanvang jaren negentig bezocht hij enkele malen Barcelona. Suter nam deel aan groepstentoonstellingen en werd uitgenodigd voor solo-exposities in Zwitserland, Duitsland, Oostenrijk, Frankrijk en Spanje.
Hij nam onder andere deel aan:
- Schweizerische Plastikausstellung im Freien in Biel (1958, 1962, 1966, 1970, 1975 en 1980) en La Chaux-de-Fonds (1971)
- 19 Junge Basler Künstler in de Kunsthalle Basel (1961)
- Schweizer Bildhauer, Galerie Beyeler in Bazel (1968)
- Salon de la Jeune Sculpture in Parijs (1968 tot 1972)
- Salon de Mai in Parijs (1971 en 1972)
- Stadt und Skulptur in Marl (1972)
- Biënnale van Middelheim in Antwerpen (1973)
- ...nur Rost, Skulpturenmuseum Glaskasten in Marl (1986)
- Lasciami - 10e Triënnale de Sculpture Suisse Contemporaine en pleine air in Bex (2008)

De kunstenaar leefde en werkte in Bazel, Soubey en Castel dei Fiori (Montegabbione in de regio Umbrië).

## Werken (selectie)
- 1954 Krebs, Sissach
- 1967/68 Ohne Titel, Psych. Universitätsklinik in Bazel
- 1971/74 Ohne Titel - 3 staalsculpturen, Heuwaage-Viadukt, Bazel
- 1974/75 Plastik auf rundem Sockel in Biel/Bienne
- 1976 Trollblume, Franz-Schieler-Platz in Freiburg im Breisgau
- 1976/77 Attila, Altstadt-Süd, Keulen
- 1979 2 staalsculpturen, Innenhof Schulzentrum Volkhofenweiler in Keulen
- 1979 Zähringer Brunnen in Rheinfelden
- 1980/81 2 staalsculpturen, AC Zentrum in Spiez
- 1980/82 Bogen (staal), Autobahnausfahrt Wiesenstrasse/Fasanenstrasse in Bazel
- 1981 Staalsculptuur, Westfälische Maschinenbaugesellschaft in Unna (Duitsland)
- 1987/88 staalreliëf, Zimmermannshaus in Brugg
- 1988–89 Sesimbra (cortenstaal), Luzernerring/Friedmattweglein in Bazel
- 1991 Castor und Pollux (reliëf en sculptuur in staal), Promena AG in Pratteln
- 1992 Olympia (staal), Parc d'Europe, Santa Coloma de Gramenet bij Barcelona (Spanje)
- 1993/94 El Greco, buitencollectie Skulpturenmuseum Glaskasten in Marl (Duitsland)
- 1994 Caribu, Kantonschule Luegete in Zug
- 1995 Gabel, Luisenpark Mannheim in Mannheim
- 1996 Amenocal (staal), route tussen Bazel (Zwitserland) en Weil am Rhein (Duitsland)
- 1996 Novae Artes (staal), Ciba AG, Bazel
- 1999 Sphinx (staal), Kantonbank in Therwil
- 1976/2006 Janus (cortenstaal), Beeldenpark Jardins de Cap Roig in Palafrugell

## Fotogalerij

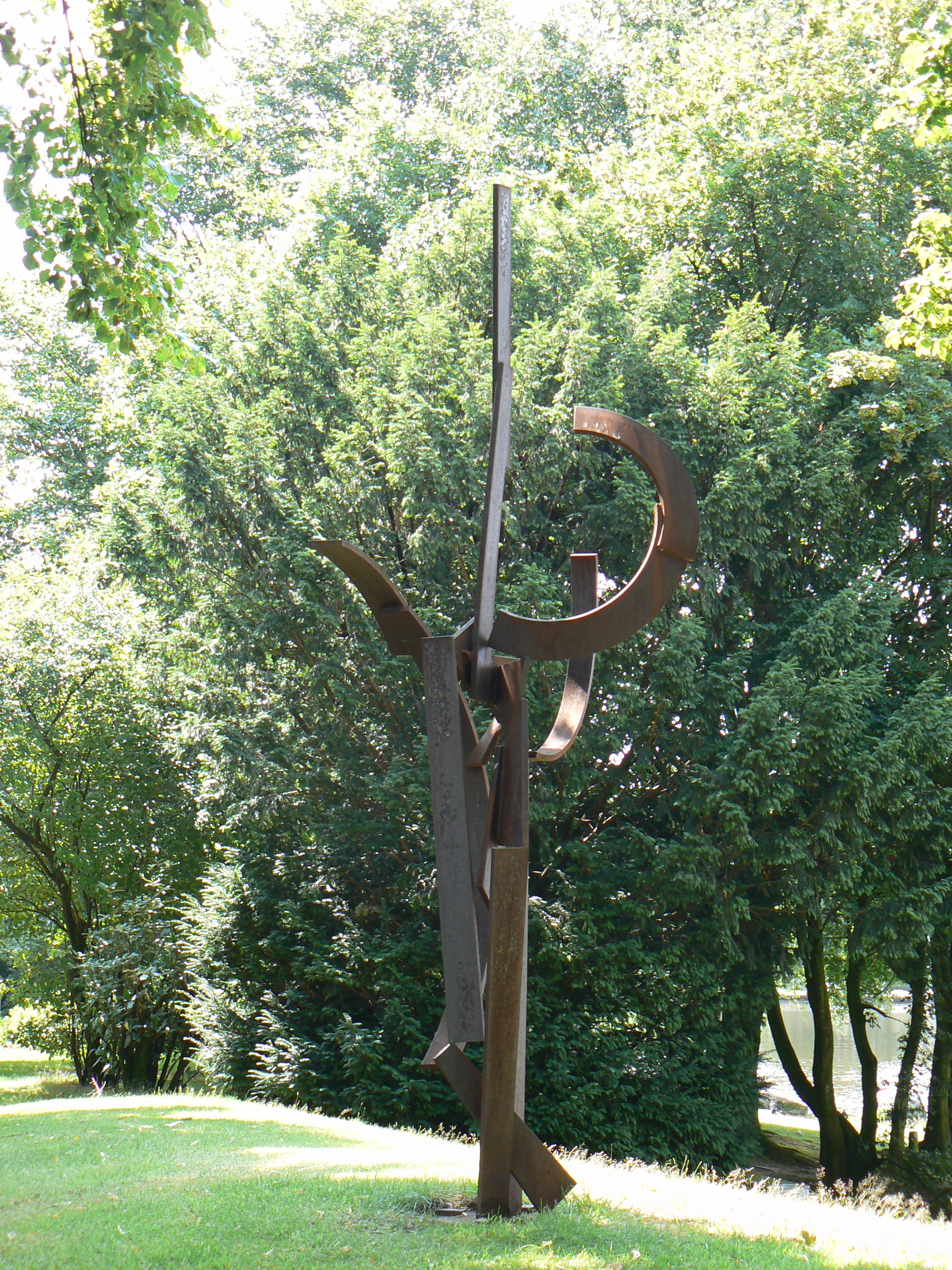
"El Greco", buitencollectie Skulpturenmuseum Glaskasten, Marl
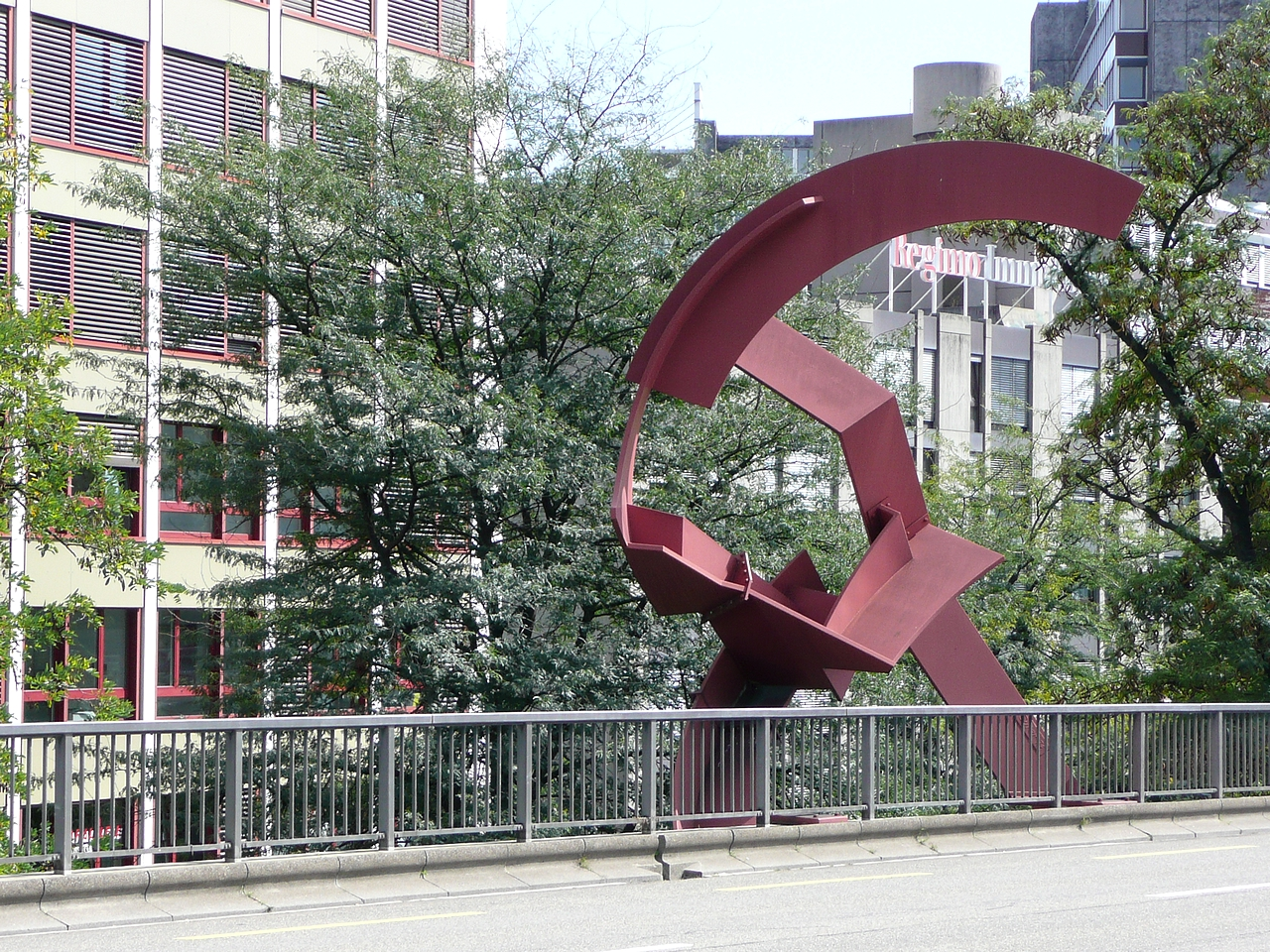
"Ohne Titel" Heuwaage-Viadukt in Bazel
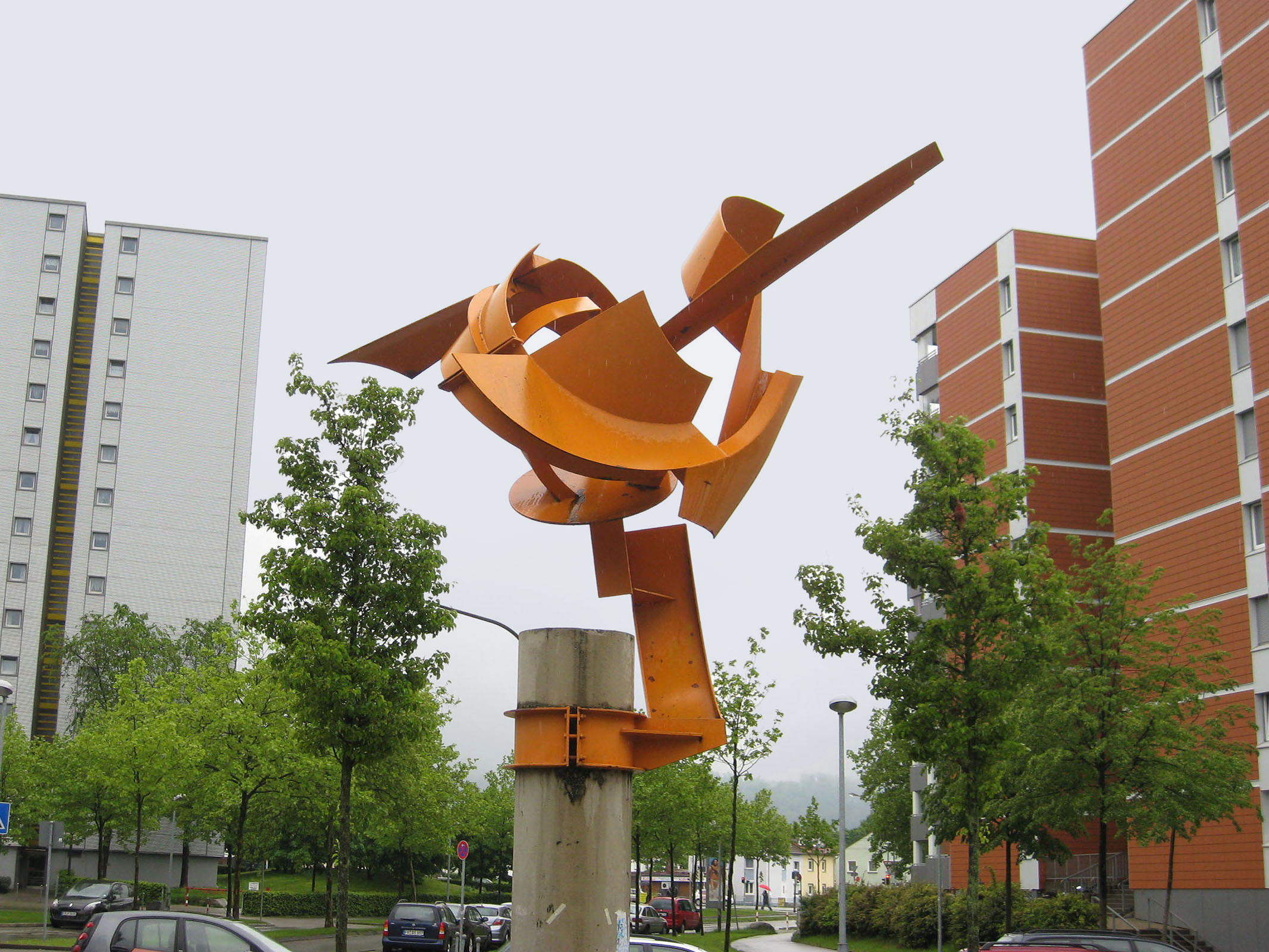
Trollblume in Freiburg
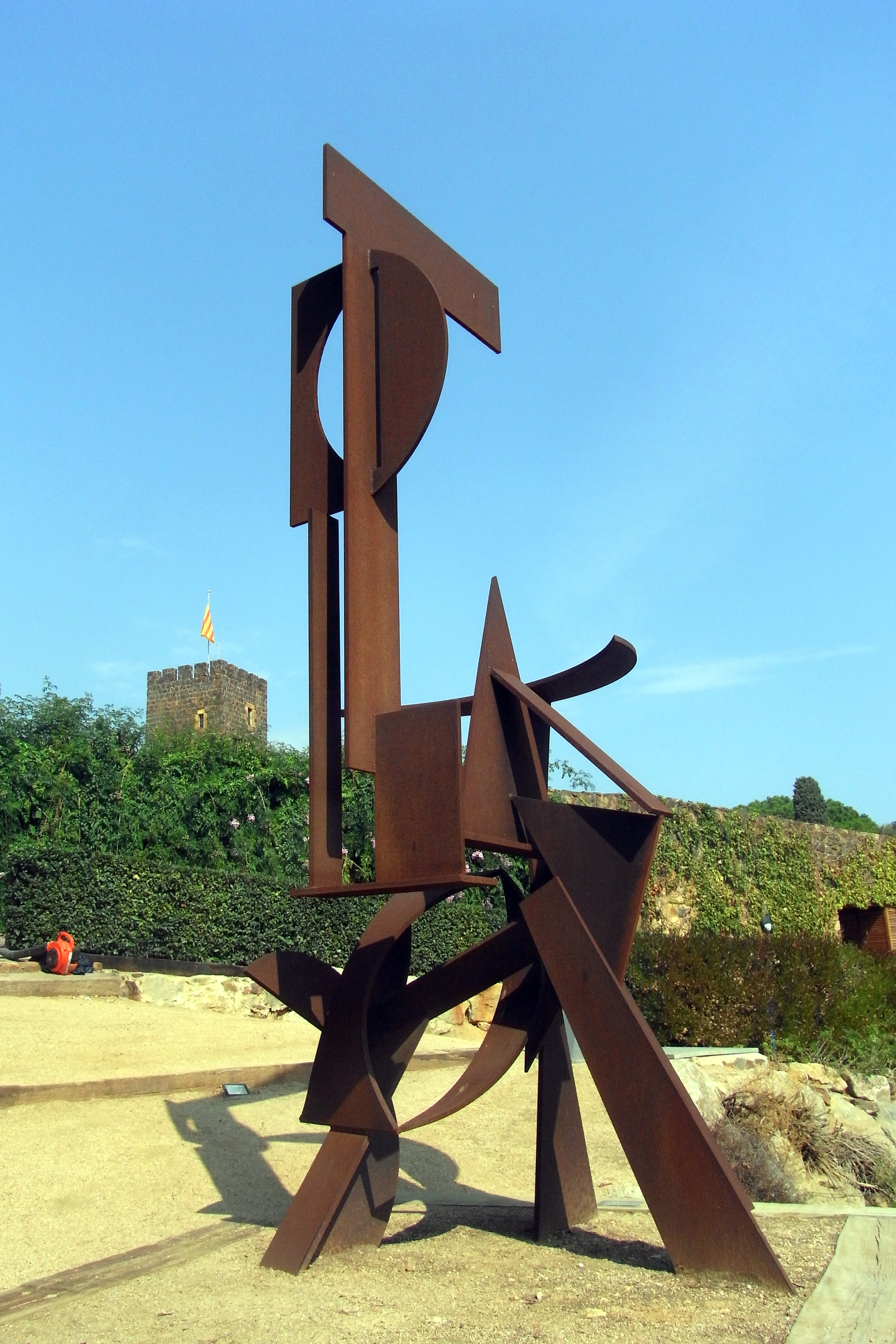
Janus in Palafrugell